# Ополонек
Ополо́нек (Ополо́ник) — гора в Східних Карпатах, у масиві Бещади. Розташована на кордоні Польщі та України (південні та південно-західні схили лежать у межах Великоберезнянського району Закарпатської області).
Висота 1028 м. Схили стрімкі, порівняно важкопрохідні, вкриті лісами; лише вершина незаліснена. Від вершини на схід тягнеться хребет, який веде до Ужоцького перевалу; на північний захід хребтом можна вийти до маловідомого недіючого перевалу Жидівський Бескид (863 м) між Польщею та Україною. Через вершину пролягає Головний європейський вододіл. Вздовж південних та південно-західних схилів гори проходить залізниця Львів — Ужгород з кількома тунелями.
Найближчі населені пункти: Ужок, Волосянка.

## Цікаві факти
- Гора розташовану у межах міжнародного біосферного резервату — «Східні Карпати».
- Гора Ополонек вважається крайньою південною точкою Польщі.